# Mount Ewart
Mount Ewart är ett berg i Antarktis. Det ligger i Östantarktis. Nya Zeeland gör anspråk på området. Toppen på Mount Ewart är 213 meter över havet.
Terrängen runt Mount Ewart är platt åt nordväst, men åt sydost är den kuperad. Trakten är obefolkad. Det finns inga samhällen i närheten.